# Мусави, Мир-Хосейн
Мир-Хосе́йн Мусави́ Хамене́ (азерб. Mir Hüseyn Musəvi, перс. میرحسین موسوی خامنه‎, род. 29 сентября 1941 в Хамене) — иранский государственный и политический деятель, художник и архитектор; министр иностранных дел (1981) и последний премьер-министр Ирана (1981—1989). В настоящее время Мир-Хосейн Мусави является депутатом Совета целесообразности, хотя и перестал посещать его заседания из-за домашнего ареста. До 2009 года он также являлся президентом Иранской академии наук.

## Биография
Мир-Хосейн Мусави родился 29 сентября 1941 года в городе Хамене провинции Восточный Азербайджан в азербайджанской семье. Его отец, Мир-Исмаил, был торговцем чая из Тебриза, а бабушка приходилась сестрой отцу Али Хаменеи, который занимал посты президента и Высшего руководителя Ирана. В 1969 году Мусави окончил Национальный университет Ирана (ныне Университет Шахид Бехешти) в Тегеране со степенью магистра по архитектуре и градостроительству. Изучал традиционную и религиозную архитектуру. В те годы был членом Исламской ассоциации студентов (религиозно-социалистического толка), восхищался Че Геварой и Али Шариати.
После завершения учёбы создал строительно-архитектурную компанию и затем преподавал в Тегеранском университете. Участвовал в антишахском движении, в 1976 году был одним из организаторов религиозно-политического общества «Движение мусульман Ирана», выступавшего с антимонархических позиций.
Он и его жена Захра Рахнавард принимали активное участие в Исламской революции, приведшей к свержению шахского режима в стране. Был включён в состав Центрального совета Исламской республиканской партии и назаначен главным редактором её печатного органа – газеты «Джамхурийе эслами».

### Премьерство
В июне 1981 года решением Временного президентского совета был выдвинут и  15 августа 1981 года назначен министром иностранных дел Ирана.

Однако 20 августа президент страны Мохаммад Али Раджаи, премьер-министр Мохаммад Джавад Бахонар и ещё несколько руководителей страны погибли в результате взрыва, организованного Моджахедин-е Халк. На президентских выборах, прошедших в октябре того же года, победил Али Хаменеи. Он предложил Али Акбара Велаяти в качестве нового главы правительства, но иранский меджлис отклонил его кандидатуру (74 голоса за, 80 против, 38 воздержалось). Через неделю Хаменеи выдвинул М-Х. Мусави на пост премьер-министра и 29 октября меджлис утвердил его в качестве нового главы правительства (115 голосов за, 39 против, 48 воздержалось).
Возглавлял иранское правительство на протяжении семи лет Ирано-иракской войны. За время работы на этом посту сумел завоевать репутацию трезвого прагматика и симпатии большого числа представителей всех слоёв иранского общества. Имел поддержку со стороны аятоллы Хомейни, и остался в памяти людей как лидер правительства, который выступал против всякого инакомыслия.
Период его пребывания во главе правительства сопровождался политической борьбой между традиционалистами и фундаменталистами, усилением соперничества в высших сферах исламской власти за влияние в правительстве, в частности между ним и приверженцами председателя меджлиса Хашеми-Рафсанджани. Летом 1983 года, вследствие трудностей и недовольства населения политическим курсом правящего режима, приверженцы Хомейни спровоцировали выступление «базари» и городских низов против кабинета Мусави. 31 июля Хомейни утвердил отставку двух министров, известных как сторонников общества «Ходжатие». 17 декабря 1983 года Хомейни высказался против критики правительства, потребовав от духовенства поддержать кабинет Мусави, подчеркнув, что «Сегодня, когда мы вступили в войну со всем миром, с Западом и Востоком, с США и СССР, мы не можем отрезать голову собственному правительству. Отставка кабинета Мусави в нынешних условиях будет означать поражение исламской революции». 12 августа 1984 года меджлис под давлением Хомейни выразил доверие Мир-Хосейну Мусави, но спустя два дня сторонники Хашеми-Рафсанджани обвинили пятерых министров кабинета правительства в их связях с «Ходжатие», вынудив их уйти в отставку, места которых заняли приверженцы Хашеми-Рафсанджани.
На прошедших 15 августа 1985 года президентских выборах Хаменеи был переизбран на пост главы государства. Утверждение же Мусави на второй срок в качестве главы правительства проходило с немалыми трудностями. Поддержку ему выразили аятолла Х-А. Монтазери и Хомейни, заявивший в сентябре того же года, что «неразумно менять премьер-министра в то время, когда страна ведёт войну». Хаменеи, заявлявший, что «голосовать против Мусави — значит голосовать против Хомейни», позднее строго отчитал 73 депутатов меджлиса, отказавшихся 13 октября проголосовать за резолюцию доверия правительству Мусави. В свой новый кабинет Мусави вынужден был ввести ряд видных деятелей из руководства Исламской республиканской партии.
Мусави проработал на своём посту до последнего дня президентства Хаменеи, 3 августа 1989 года он ушёл в отставку. За несколько дней до этого, 28 июля 1989 года одновременно с президентскими выборами, победу на которых одержал Али Акбар Хашеми Рафсанджани (Хаменеи был назначен преемником скончавшегося Хомейни), прошёл референдум о поправках к конституции, которые в числе прочего упразднили пост премьер-министра.
По словам близких к нему людей, Мусави потратил очень много сил на войну и стабилизацию обстановки в стране, а также полностью разочаровался в политике и после окончания своих полномочий не хотел даже говорить о ней, решив посвятить жизнь своему любимому делу — живописи.
Занимался преподавательской деятельностью в университете «Тарбият Модаррес». Его взгляды считались близкими к взглядам пятого президента Ирана реформатора М. Хатами.

### Возвращение в политику
9 марта 2009 года, после двадцати лет отсутствия на политической сцене, Мусави объявил, что будет участвовать в июньских президентских выборах. 16 марта экс-президент Ирана Мохаммад Хатами, также выступивший соискателем на пост, отказался от борьбы в пользу кандидатуры Мусави.
Мусави занял реформистскую позицию и критиковал консервативную политику действующего президента Ирана Махмуда Ахмадинежада. По словам экспертов, Мусави пользовался поддержкой интеллигенции, молодежи и средних слоев населения Ирана, которые были недовольны засильем духовенства и навязыванием пуританских обычаев. Его также называли кандидатом, с которым было бы проще вести диалог президенту США Бараку Обаме, хотя Мусави заявлял, что в случае своего избрания не будет отказываться от ядерной программы.

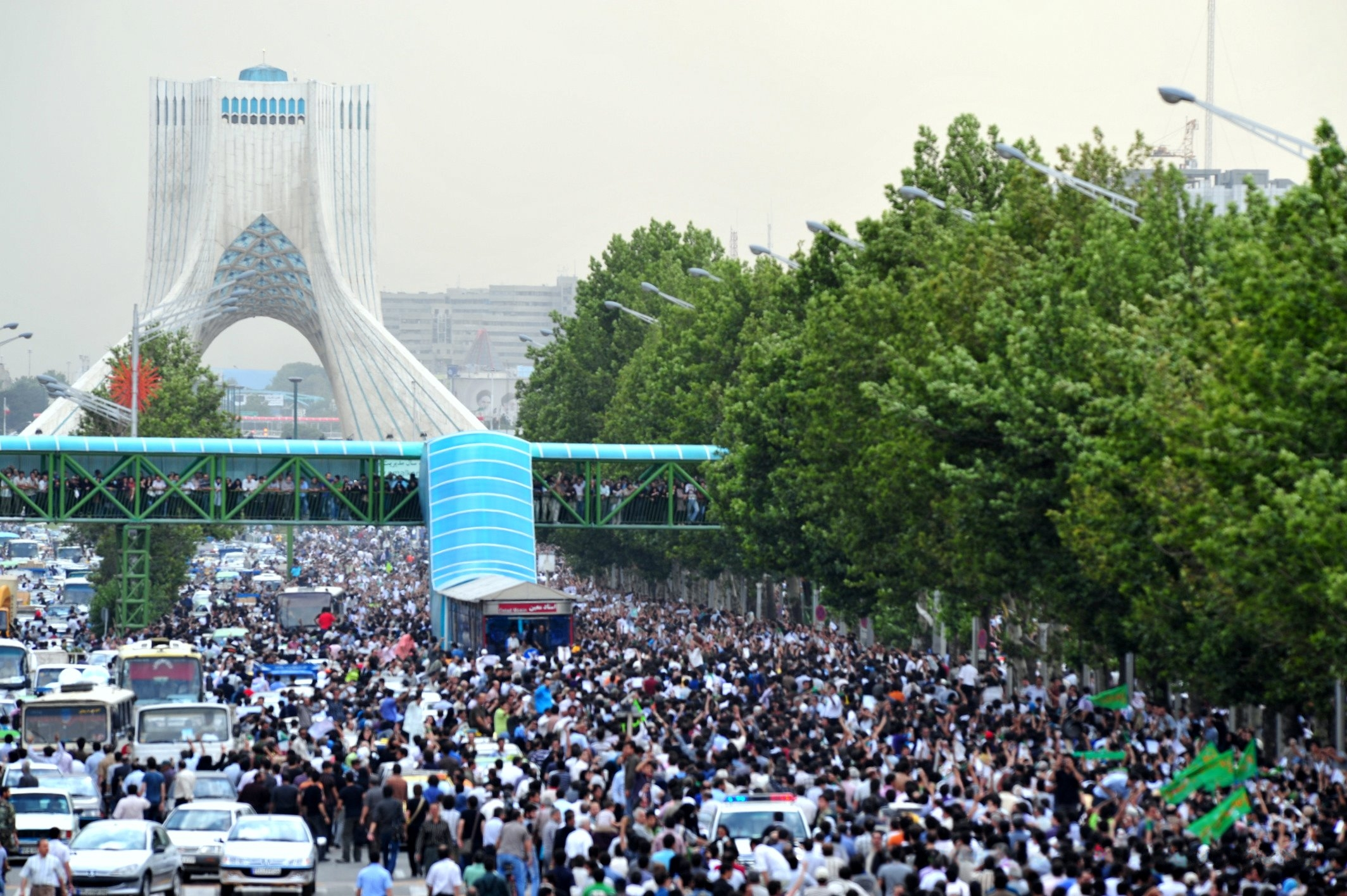
Демонстрация сторонников Мусави. Тегеран, 15 июня 2009.

Несмотря на то, что опросы общественного мнения свидетельствовали о высоком рейтинге Мусави, 12 июня 2009 года Ахмадинежад был переизбран на посту президента Ирана. За действующего главу государства отдали голоса 62,6 процента избирателей, а Мусави получил 33,8 процента, заняв второе место. После оглашения первых результатов выборов, победа Ахмадинежада была заверена аятоллой Хаменеи, однако сторонники Мусави объявили о фальсификациях и потребовали пересмотра итогов выборов. Начались массовые демонстрации сторонников Мусави, продолжавшиеся неделю и переросшие в массовые беспорядки, приведшие к человеческим жертвам и арестам сторонников оппозиции. Сам Мусави призвал своих сторонников продолжать выступления против результатов выборов избегая насилия. Несмотря на протесты, 23 июня Совет стражей конституции объявил о том, что значимых нарушений на выборах не обнаружено, и 29 июня окончательно подтвердил победу Ахмадинежада.
3 августа 2009 года высший руководитель Ирана аятолла Али Хаменеи официально утвердил Махмуда Ахмадинежада на посту президента, однако Мусави бойкотировал церемонию инагурации, состоявшуюся 5 августа 2009 года.
Зимой 2010—2011 гг. в странах арабского мира начались массовые волнения, приведшие к смене власти в Тунисе и Египте. Под влиянием этих событий в Иране опять начались акции протеста против президента страны Махмуда Ахмадинежада. В связи с этим власти Ирана заключили под домашний арест лидеров оппозиции, в том числе Мусави. 28 февраля 2011 года оппозиционные сайты сообщили, что Мусави помещён в тюрьму, хотя официальные источники эту информацию опровергли.

## Личная жизнь
Мусави женат на художнице Захре Рахнавард (Zahra Rahnavard), имеет трех дочерей. С 1998 по 2006 год Захра Рахнавард занимала должность ректора иранского университета Аль Захра. Она является одним из самых активных сторонников и последователей политики Мир-Хосейна Мусави.

### Видеоматериалы
- Мир-Хосейн Мусави выступает перед своими сторонниками на азербайджанском языке